# Кишинёвцы (цыгане)
Кишинёвцы — цыганская этническая группа, входит в состав большой группы цыган рома́. Потомки кочевых цыган-лае́ши, формировавшихся в румыноязычном ареале, выходцы из Молдавии; проживают в основном на территории Украины и России. Сохраняют свой диалект цыганского языка. По вероисповеданию — православные. Признаком идентификации является географическое название (Кишинёв). В прошлом были заняты кузнечеством, при советской власти — торговлей.
Расселены в разных областях России, в основном в Южном федеральном округе, также в Московской, Нижегородской областях, в Молдавии, на Украине. В России проживают чаще небольшими группами домов внутри поселений.
Являются малочисленной группой цыган, сформировавшейся в середине XIX века; выделились как негомогенная группа в XX веке. Бессарабия стала тесна для проживавших там цыган, и кочевье бессарабских цыган было перенесено на Украину и в Россию, где они начали именовать себя кишинёвцами, сохраняя историческую память о своих корнях. На Украине сформировалась группа таврических (украинских) кишинёвцев. В начале ими была освоена Кубань, затем часть кишинёвцев перешла Дон и поселилась в центральных губерниях России. Это расселение отражает внутреннее деление этой этногруппы на субэтнические группы донских кишинёвцев и брыздяев (в Центральной России) и др.
Кишинёвцы, как и кэлдэрары, имеют деление на патрилинейные роды вицы бари и вицы цигни. Так, к старинным родам принадлежат туркулеште. Название рода туркулешти не отсылает к турецким цыганам, а восходит к прозвищу цыгана турецкого происхождения, позднее проживавшего в Российской империи. Сравнительно недавно были образованы вицы: милионеште, софронеште, козакеште.
Бессарабские цыгане, предки данной группы, были заняты ремёслами (сапожники, шорники, корзинщики, кузнецы, пастухи у помещиков и так далее). Одним из отличий кишинёвцев от других балканских групп было положение, что зарабатывали преимущественно мужчины. Вели полуоседлый образ жизни, на зиму снимая деревенский дом. Использовали открытые сверху телеги. Имели небольшие таборы, от трёх до восьми семей. Одной из характерных особенностей кишинёвцев является палатка, натянутая на единственный шест. После советского указа об оседлости 1956 года мужчины перешли к торговле. Женщины, ранее иногда занимались гаданием, к настоящему времени в основном заняты торговлей.
Мужчины традиционно носили рубашки неяркой расцветки, тёмные штаны и пиджаки, сапоги с острыми носами; ботинки стали носить после Второй мировой войны. Кишинёвцы старшего поколения носили каракулевые шапки, подобные папахам. Из украшений имели только золотые кольца и печатки. Женщины носили золотые браслеты, кольца, большие круглые серьги и монисты; юбки имели широкие, цветные, с оборкой. Носили кофты были цыганского фасона, имевшие расширяющиеся от локтя рукава. Носили также бусы, чаще одной ниткой. Замужние женщины не всегда носили фартук или косынку, могли быть с непокрытой головой. В течение столетия кишинёвцами был частично заимствован фольклор русских цыган.